# Еврейский мистицизм
Еврейский мистицизм — различные формы мистицизма в разные периоды еврейской истории. Наиболее известна каббала, ей предшествовала Меркава (параллель гностицизму в еврейской эзотерике периода таннаев, ок. 100 г. до н. э.- 1000 г. н. э.) и наследовали ашкеназские хасиды (начало XIII века).
Каббала означает «принятая традиция» — термин средневековых каббалистов, подчеркнувших, что они не вносят новшества, а лишь раскрывают древнюю скрытую эзотерическую традицию Торы.
Традиционные каббалисты относят возникновение каббалы к временам таннаев, переработавших устную Тору, и не проводят резкой границы между каббалой и ранним раввинистическим еврейским мистицизмом.
Согласно альтернативным взглядам на происхождение книги Зогар, основного текста каббалы, авторство принадлежит раввину Шимону Бар Йохаю (II век н. э.).
Учёные-теоретики считают книгу Зогар синтезом трудов Средневековья, датируют её появление XIII — XV веками, но считают, что она ассимилировала и включила в себя более ранние формы еврейского мистицизма, возможные продолжения древних эзотерических традиций, а также средневековые философские элементы.
Развитие теософского аспекта Каббалы происходило в два этапа:
- средневековая/классическая/зогарическая каббала (ок. 1175 ,1492—1570)
- лурианская каббала (1569— настоящее время)

После Лурии две новые мистические формы популяризировали каббалу в иудаизме:
- антиномистско — еретические саббатианские движения (1666— XVIII век)
- хасидский иудаизм (1734—настоящее время).

В современном иудаизме основными формами еврейского мистицизма являются:
- эзотерическая лурианская каббала и её поздние комментарии,
- различные школы хасидского иудаизма
- нео-хасидизм (включающий нео-каббалу) в неортодоксальных еврейских конфессиях.

Нееврейские синкретические традиции включили каббалу в качестве части общей западной эзотерической культуры в качестве:
- теологической христианской каббалы (начиная с эпохи Возрождения, XV—XVIII век), адаптировав иудейскую каббалистическую доктрину к христианству
- герметической каббалы[англ.] (XIX век- настоящее время)
- отдельных традиций, развивающихся вне иудаизма.

В книге Основные тенденции в еврейском мистицизме (1941) Гершом Шолем анализирует различные формы мистицизма.

## История
История еврейского мистицизма развивалась на протяжении тысячелетий, подвергаясь влиянию различных исторических, культурных и религиозных факторов.
| ок. 2 век–1000 |

| ок. 1800-1950-е |